# تحت هر شرایطی (فیلم)
تحت هر شرایطی (به انگلیسی: Rain or Shine) یا باران یا آفتاب یک فیلم ناطق موزیکال به کارگردانی فرانک کاپرا است که در سال ۱۹۳۰ منتشر شد.

## خلاصه داستان
زنی یک گروه سیرک سیار را از پدرش به ارث می‌برد. اعضاء گروه توطئه‌ای می‌چینند و قصد دارند در شبِ یک اجرای مهم، همگی دست به اعتصاب بزنند. زن خبردار می‌شود و چشم امیدش به «اِسمایلی» (مدیر سیرک) است تا او را از این مخمصه نجات دهد.

## بازیگران
- جو کوک
- لوئیز فازندا
- آدولف میلار
- جون پیرز
- ویلیام کالی‌یر
- تام هاوارد
- دِیو چیسن
- آلن راسکو
- کلارنس میوز
- نلا واکر
- ادوارد مارتیندل
- نورا لین
- تیرل دیویس